# Разплата (филм)
„Разплата“ (на английски: Paycheck) е американски екшън трилър от 1999 г., написан и режисиран от Брайън Хелгеланд в режисьорския си дебют, и участват Мел Гибсън, Грег Хенри, Мария Бело и Дейвид Пеймър. Базиран е на романа „Ловецът“ от Доналд Уестлейк (под псевдонима му Ричард Старк), който по-рано е адаптиран от класическия нео-ноар „Point Black“ (1967), режисиран от Джон Бурман, и с участието на Лий Марвин.

## Актьорски състав
| Актьор            | Роля             |
| ----------------- | ---------------- |
| Мел Гибсън        | Портър           |
| Грег Хенри        | Вал Ресник       |
| Мария Бело        | Роузи            |
| Луси Лиу          | Пърл             |
| Дебора Кара Ънгър | Лин Портър       |
| Дейвид Пеймър     | Артър Стегман    |
| Бил Дюк           | Детектив Хикс    |
| Джак Конли        | Детектив Лиъри   |
| Джон Глоувър      | Фил              |
| Уилям Девейн      | Картър           |
| Джеймс Кобърн     | Джъстин Феърфакс |
| Крис Кристофърсън | Бронсън          |
| Тревър Ст. Джон   | Джони Бронсън    |

## В България
В България филмът е пуснат по кината на 16 май 1999 г. от „Александра Филмс“. През 2000 г. е издаден на VHS от „Александра Видео“.
На 18 януари 2004 г. е излъчен за първи път по „Би Ти Ви“, с разписание неделя от 20 ч.
На 15 март 2008 г. е излъчен по Нова телевизия, с разписание събота от 23:45 ч. На 2 октомври 2021 г. се излъчва и по „Фокс“.